# Hälsinglands runinskrifter 9
Runinskrift Hs 9 är ett runstensfragment av grå granit som står vid Hälsingtuna kyrka i Hälsingtuna socken och Hudiksvalls kommun i Hälsingland. Inskriften är skadad men på runbandet står namnet Torsten omnämnt. Stenen är korsmärkt.

## Inskriften
Translitterering av runraden:
...-... : aftiʀ : þurstin : su- ...
Normalisering till runsvenska:
... æftiʀ Þorstæin, su[n] ...
Översättning till nusvenska:
... efter Torsten, so[n] ...